# Haijin
L'Haijin (in cinese: 海禁, letteralmente: "interdizione marittima") fu una serie di politiche isolazioniste messe in atto in Cina durante la maggior parte del periodo Ming e parte di quello Qing, volte a limitare il commercio marittimo e la creazione di nuovi insediamenti costieri. Ideate inizialmente per far fronte agli atti di pirateria giapponesi, il divieto fu completamente controproducente: nel XVI secolo la pirateria e il contrabbando divennero endemici e praticati maggiormente dalla popolazione cinese che si era vista privare i mezzi di sostentamento proprio da tali politiche. I contatti con l'esterno e il commercio estero cinese furono ridotti alle sole missioni tributarie imperiali e le resistenze all'interno degli stessi apparati amministrativi portarono allo smantellamento della flotta di Zheng He. La pirateria venne quasi definitivamente debellata solo con la fine di queste politiche nel 1567, anche se una sua forma venne successivamente adottata dai Qing. Questo produsse il cosiddetto Sistema Canton presso le Tredici Fabbriche, ma allo stesso tempo portò al contrabbando di oppio responsabile delle disastrose guerre con il Regno Unito e altre potenze europee del XIX secolo.
Una politica simile fu attuata sia dal Giappone della dinastia Tokugawa (prendendo il nome di Sakoku) e presso la Corea Joseon, i quali vennero conosciuti come "Regni eremiti" prima della loro forzata apertura rispettivamente nel 1853 e nel 1876.

## Dinastia Ming (1368-1644)

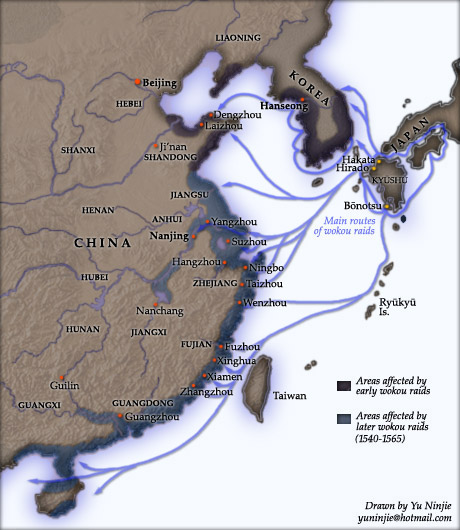
Mappa rappresentante le aree di azione dei pirati giapponesi tra il XIV e XVI secolo.

### Contesto
Il XIV secolo fu delineato da un grande periodo di instabilità nell'Asia orientale. L'epidemia di peste nera iniziò in Mongolia intorno al 1330 e uccise la maggior parte della popolazione di Hebei e Shanxi, oltre a altri milioni di persone nell'area. Un'altra epidemia di tre anni infuriò dal 1351 al 1354. Le rivolte già in atto contro il monopolio governativo sul sale e catastrofiche alluvioni lungo il corso del fiume Giallo portarono allo scoppio della rivolta dei Turbanti Rossi. La dichiarazione dei Ming del 1368 non pose fine alla guerra con quello che rimaneva della dinastia Yuan, sotto il comando di Toghon Temür nei territori a Nord e sotto il comando del Principe di Liang nei territori a Sud. il re coreano  Gongmin iniziò una campagna per liberarsi dal giogo dei mongoli, andando a riconquistare le province coreane settentrionali, ma degli armati aderenti alla rivolta dei Turbanti Rossi devastarono l'area, spingendosi fino a Pyongyang. In Giappone l'imperatore Go-Daigo attuò la restaurazione Kemmu, rovesciando lo shogunato Kamakura e sostituendolo con il più debole shogunato Ashikaga.

La perdita di controllo sulle zone periferiche del Giappone portò alcuni pirati ad insediarsi sul delle isole remote, in particolare l'isola di Tsushima, Iki e l'arcipelago di Gotō. Questi pirati giapponesi razziarono sia le coste giapponesi che quelle cinesi e coreane.

### Politiche
Come capo della rivolta dei Turbanti Rossi, Zhu Yuanzhang promosse il commercio estero come fonte di entrate per lo stato, ma quando si insediò sullo scranno imperiale come Hongwu, primo della dinastia Ming, istituì il primo divieto di commercio marittimo nel 1371. Tutti i commerci intessuti con l'estero avrebbero dovuto essere sostenuti come missioni tributarie ufficiali tra i rappresentanti dell'impero e i suoi "sudditi". Il commercio estero privato era punibile con la morte e la famiglia del colpevole esiliata dai loro possedimenti. Qualche anno dopo, nel 1384, le Amministrazioni per il Commercio Marittimo (Shibo Tiju Si) a Ningbo, Guangzhou e a Quanzhou vennero chiuse. Navi, darsene e cantieri navali vennero distrutti e i porti resi inaccessibili con pietre e tronchi di abete. Sebbene questo tipo di politica venga ora associata alla Cina imperiale, era in contrasto con la tradizione commerciale cinese che perseguì il commercio estero come forma di guadagno per lo Stato e divenne una fonte di reddito molto importante sotto i Tang, i Song e gli Yuan. Un editto del 1613 proibì il commercio marittimo tra le terre a nord e a sud dello Yangtze, cercando di fermare tutti i vascelli diretti a Jiangsu che poi facevano rotta verso il Giappone.

### Effetti
Questo tipo di politica offrì delle ricompense troppo basse per essere un'attrattiva per il mantenimento di una buona condotta da parte dei pirati giapponesi e non era attrattiva per le autorità giapponesi per l'eradicazione dei fenomeni di razzia. Il messaggio inviato dall'imperatore cinese Hongwu ai giapponesi in cui si diceva pronto a "catturare e sterminare i vostri banditi, marciare sul paese e mettere il vostro re in catene", inoltre, ottenne come risposta dallo shogun che "il vostro grande Impero potrà essere in grado di invadere il Giappone, ma il nostro piccolo stato non è a corto di strategie per difenderci".
Sebbene il divieto di commercio via mare rese possibile la completa eliminazione dei resti dei lealisti Yuan e mettere al sicuro i confini nazionali, consumò le risorse locali. 74 guarnigioni costiere vennero dislocate tra le province di Guangdong e Shandong; sotto l'imperatore Yongle questi avamposti erano controllati da circa 110.000 soldati. Le minori entrate dalle tasse sul commercio contribuirono alla difficoltà cronica nel reperire fondi da parte dell'amministrazione Ming, in particolar modo per le province di Zhejiang e Fujian. Proprio grazie all'impoverimento e alla provocazione delle popolazioni costiere sia cinesi che giapponesi, questa politica non fece altro che esasperare la situazione che si proponeva di risolvere. Fino al XVI secolo i cosiddetti "pirati giapponesi", "pirati nani" o "barbari orientali", che operarono nel periodo di governo dell'imperatore Jiajing, non furono di origine giapponese.
A causa dell'inserimento delle politiche di isolamento marittimo nelle Ingiunzioni Ancestrali dell'imperatore Hongwu, queste continuarono ad essere utilizzate durante tutto il periodo della dinastia Ming. Per i successivi due secoli le ricche fattorie del sud e i teatri militari a nord furono quasi esclusivamente collegati grazie al canale di Jinghang. La corruzione e il disinteresse permisero degli occasionali scambi solo con l'inizio delle trattative commerciali che i portoghesi avviarono a Guangzhou nel 1571, per poi continuare a Ningpo e Quanzhou, ma vennero avviate delle operazioni di repressione, come l'espulsione di alcuni commercianti portoghesi durante gli anni '20 del XVI secolo, sulle isole al largo di Ningbo e Zhangzhou nel 1547 o a Yuegang nel 1549. Ai portoghesi venne concesso il permesso di costruire un insediamento a Macao nel 1557, ma solo dopo aver aiutato per un lungo periodo l'amministrazione cinese a sopprimere i fenomeni di pirateria.
Le azioni di pirateria arrivarono a livelli trascurabili solo dopo l'abolizione generale della politica di isolamento nel 1567 al momento della salita al trono dell'imperatore Longqing e alle sollecitazioni del governatore del Fujian. I mercanti cinesi poterono, quindi, tornare a commerciare con tutti i paesi dell'estero tranne che con il Giappone o trattando armi o altri beni di contrabbando, i quali includevano ferro, zolfo e rame. Il numero di commercianti stranieri venne limitato da una licenza e da un sistema di quote; nessun traffico avrebbe dovuto occuparli in Cina per più di un anno. Le Amministrazioni per il Commercio Marittimo furono riaperte a Guangzhou e Ningbo nel 1559 e i mercanti cinesi trasformarono Yuegang in un fiorente porto commerciale. La fine del divieto marittimo non segnò un vero e proprio cambiamento delle politiche imperiali come, ad esempio, il fatto che le proibizioni commerciali furono dovute più alla debolezza dello stato Ming che ad altro. Restò, comunque, un pressante controllo da parte dello stato, il quale limitò ai mercanti stranieri la possibilità di intrattenere direttamente dei contatti con i locali, se non attraverso degli agenti imperiali approvati. Degli accordi potevano essere stipulati, ma erano lenti ad arrivare: i mercanti di Yuegang intesserono stretti contatti con gli spagnoli durante la presa di Manila nel 1570, ma fu solo nel 1589 che l'amministrazione approvò la richiesta della città di concedere più licenze ai mercanti per espandere il commercio. Attraverso il memoriale di Fu Yuanchu del 1639 evidenziò come il commercio tra Fujian e Taiwan avesse reso impraticabile il divieto.

## Dinastia Qing (1644-1912)

### Contesto
Mentre i manciù procedevano con la loro espansione verso sud in seguito alla vittoria presso il passo Shanhai, i Ming Meridionali erano sostenuti dalla famiglia degli Zheng. Zheng Zhilong, il patriarca della famiglia, si arrese ai Qing e concesse il passaggio attraverso lo Zhejiang in cambio di una ricca ricompensa che gli avrebbe concesso il ritiro a vita privata, ma suo figlio Zheng Chenggong, meglio conosciuto in Hokkien con il nome di Coxinga, continuò a restare leale ai Ming dalle sue basi prima a Xiamen e in seguito, dopo averla tolta al controllo degli olandesi, da Taiwan dove creò il regno di Tungning, in seguito alla cacciata dal continente nel 1661.

### Politiche
Il reggente Principe Rui ristabilì il divieto marittimo nel 1647, ma non ebbe un vero e proprio effetto fino al 1661 quando venne reso ancor più restrittivo in seguito alla presa del protere dell'imperatore Kangxi. Durante quello che viene ricordato il Grande Sgombero, ai residenti della costa delle province di Guangdong, Fujian, Zhejiang, Jiangsu e parte dello Shandong venne richiesta la distruzione di parte delle loro proprietà e spostarsi verso l'interno di circa 15-25 chilometri (30-50 Lǐ) con i soldati Qing che marcarono i confini delle terre non più disponibili all'insediamento, istituendo la pena di morte per chi veniva trovato in questi territori. Le navi vennero distrutte e i mercanti stranieri furono nuovamente obbligati a gestire i loro traffici attraverso Macao. Verifiche ed aggiustamenti furono eseguiti l'anno successivo e gli abitanti di cinque contee, Panyu, Shunde, Xinhui, Dongguan e Zhongshan,poterono tornare a vivere nelle loro terre e stando a numerose cronache, lo sgombero non venne più imposto dopo il 1669 e i restanti tipi di divieti commerciali vennero eliminati in seguito alla distruzione del regno di Tungning nel 1648. L'anno successivo vennero creati degli uffici doganali a Guangzhou, Xiamen, Ningbo, e Songjiang per poter gestire i traffici con i mercanti stranieri.
Alcune politiche repressive imposte dai Qing causarono l'emigrazione di un gran numero di mercanti cinesi, tanto che l'imperatore Kangxi iniziò a temere le implicazioni militari di questo esodo. La comunità di immigrati cinesi a Giacarta venne stimata intorno alle 100.000 unità e alcune voci, che circolavano presso la corte cinese, riferivano di un possibile erede Ming stabilitosi a Luzon. Un divieto sul commercio venne quindi istituito nel 1717 per il mar Cinese Meridionale, con controlli più severi delle autorità portuali e restrizioni sui permessi di viaggio. Agli emigrati venne ordinato di tornare in Cina entro tre anni per non incorrere nella pena di morte; a quelli che sarebbero emigrati in futuro sarebbe stata imposta la stessa pena. Per il ritorno alla legalità nel mar Cinese Meridionale si dovette attendere il 1727, ma la compagnia delle Indie Orientali scoprì che i prezzi e i dazi a ningbo erano molto più convenienti rispetto a Guangzhou, così dal 1755 al 1757 il loro snodo commerciale nell'area si sposò verso nord. L'imperatore Qianlong cercò di aumentare, quindi, le imposte commerciali, ma senza ottenere risultati, per questo dichiarò che a partire dal 1758 Canton sarebbe diventato l'unico porto cinese in cui i mercanti stranieri avrebbero potuto commerciare iniziando quello che viene definito sistema Canton, con le cohong (gilde commerciali) e le Tredici Fabbriche.

### Effetti
Il divieto di commercio marittimo iniziale limitò l'influenza di Coxinga sul continente e provocò la definitiva sconfitta del suo stato, con l'occupazione di Taiwan da parte dell'impero Qing.
Allo stesso modo, il divieto risultò dannoso per gli stessi cinesi, come documentato nelle varie cronache dei governatori e viceré. Anche prima delle restrizioni adottate dall'imperatore Kangxi, nelle cronache al trono di Jin Fu del 1659 espose come le restrizioni al commercio con l'estero limitavano l'accesso all'argento, danneggiando la produzione di nuova moneta, e la perdita di opportunità commerciali costò ai mercanti cinesi qualcosa come 7 o 8 milioni di tael all'anno. La politica del "Grande Sgombero" causò una grave perdita economica e sociale sulle coste sud-orientali cinesi. Dei 16.000 residenti nella Contea di Xin'an (che attualmente comprende sia la regione di Hong Kong che la città di Shenzhen) che furono spostati nell'entroterra nel 1661, solo 1.648 tornarono alle loro terre di origine nel 1669 per via di due potenti tifoni che si svilupparono lo stesso anno e nel 1671, causando numerose perdite e danni presso le comunità locali e scoraggiando i reinsediamenti. Quando il divieto e le restrizioni furono abolite, il Fujian e il Guangdong videro un enorme flusso di migranti che provocò uno scontro tra i residenti originari e i nuovi arrivati, tra cui le popolazioni Hakka, con un crescendo di faide che sfociò in una vera e propria guerra tra gli anni '50 e '60 sel XIX secolo, fenomeno che andò ad alimentare i fenomeni di pirateria.
Le restrizioni imposte dall'imperatore Qianlong, responsabile della creazione del Sistema Canton, risultarono essere molto lucrative per le gilde di Guangzhou, i cui mercanti Howqua divennero famosi per le loro ricchezze, e normalizzarono la base imponibile di Guangzhou oltre ai flussi in entrata di argento straniero. Restringendo le importazioni solo ai lingotti, i cinesi imposero una forte pressione sugli inglesi, per i quali il tè era diventato la bevanda nazionale durante il XVII secolo, in modo da ricercare ogni possibile mezzo per riequilibrare la bilancia commerciale. Il bene equilibratore risultò essere l'oppio indiano di contrabbando, il quale commercio divenne così importante che il viceré Lin Zexu rafforzò le leggi esistenti contro questo traffico, causando lo scoppio della prima Guerra dell'Oppio e l'inizio dei trattati che andarono a limitare la sovranità Qing durante il XIX secolo. Il trattato di Nanchino del 1842 viene visto come la manovra che portò la fine dell'isolamento della Cina, con l'apertura dei porti di Xiamen, Fuzhou, Ningbo e Shanghai, anche se alcune limitazioni per determinati porti restarono in vigore fino alla fine della dinastia.